# Hans Joachim de Bruyn-Ouboter

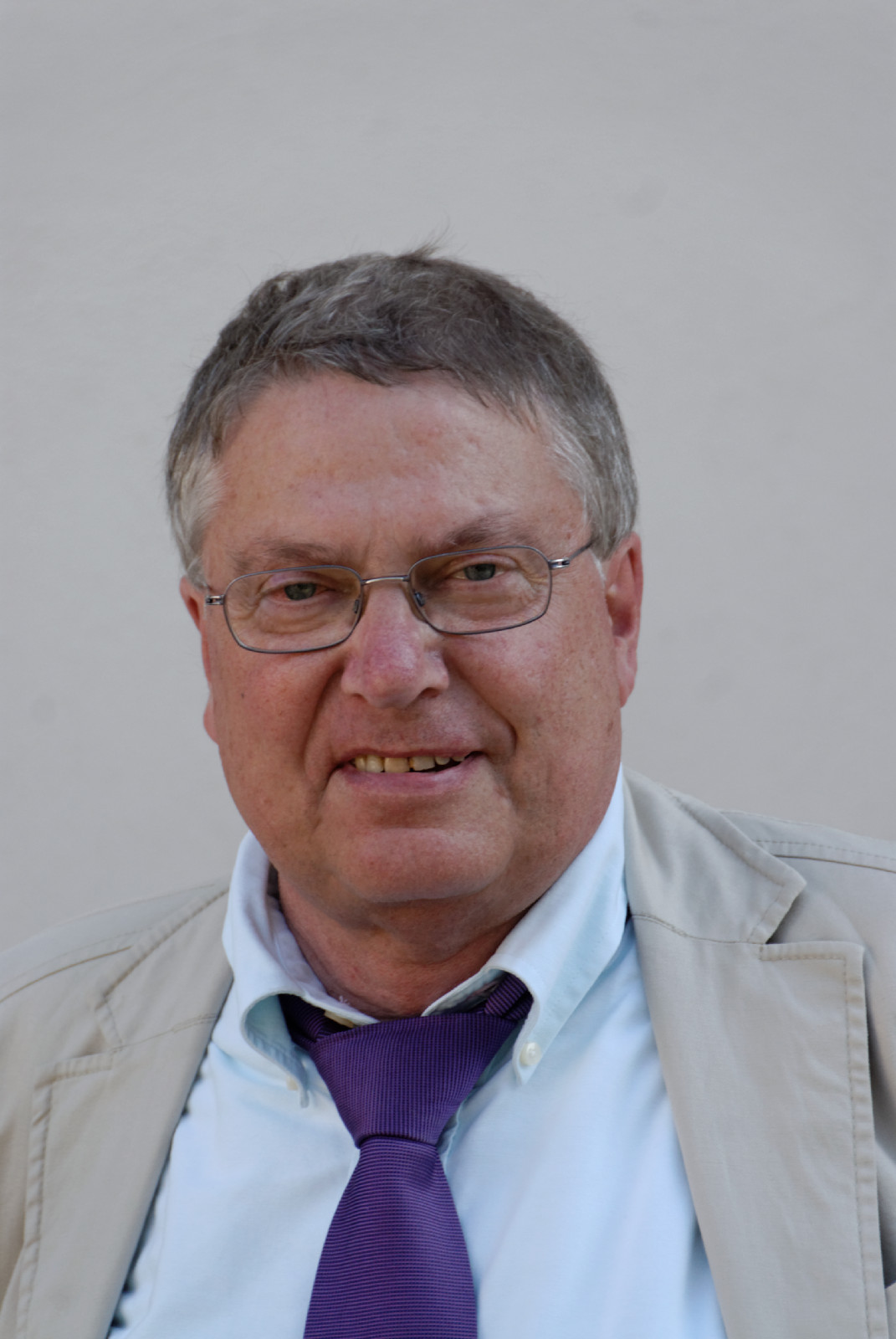
Hans Joachim de Bruyn-Ouboter (2012)

Hans Joachim de Bruyn-Ouboter (* 10. Oktober 1947 in Wuppertal-Barmen; † 20. September 2016 in Essen) war Oberstudienrat a. D. am Gymnasium Sedanstraße. Bekannt wurde er als Heimatforscher, Historiker und Verfasser zahlreicher Publikationen zur Wuppertaler Regionalgeschichte und im Speziellen zur Geschichte Barmens.

## Leben und Wirken
Bruyn-Ouboter war von 2015 bis zu seinem Tode Vorsitzender der Abteilung Wuppertal des Bergischen Geschichtsvereins. Zuvor war er seit 1993 stellvertretender Vorsitzender. Zum Vorsitzenden wurde er auf der Hauptversammlung am 5. März 2015 gewählt und löste in dieser Funktion Sigrid Lekebusch ab.
Er war erster Vorsitzender des Bergischen Rings und Beiratsmitglied im Rheinischen Verein für Denkmalpflege und Landschaftsschutz e.V., Regionalverband Wuppertal, Solingen, Remscheid und Stellvertretender Vorsitzender des Förderverein Haus der Stadtgeschichte im Wuppertal e.V. Seit 1995 hatte er als sachkundiger Bürger im Wuppertaler Ausschuss für Denkmalpflege, jetzt Ausschuss für Stadtentwicklung, eine Tätigkeit als Berater.
Bruyn-Ouboter verstarb unerwartet im Alter von 68 Jahren.

## Ehrungen
- 2008: Wuppertaler[6]
- 2008: Rheinlandtaler

## Schriften (Auswahl)
- Industrialisierung und soziale Frage im Wuppertal. Möglichkeiten und Grenzen einer synchronen Untersuchung mit lokal- und alltagsgeschichtlicher Schwerpunktsetzung in der Jahrgangsstufe 11.1. Erarbeitet von Geschichtslehrern des Gymnasiums Sedanstraße. Wuppertal 1988.
- (als Herausgeber, gemeinsam mit Friedhelm J. Solbach): Das Haus des Geheimen Kommerzienrates. Born, Wuppertal 1999, ISBN 3-87093-083-7.
- Wuppertal, die bergische Metropole. 2., veränderte Auflage, Edition Köndgen, Wuppertal 2008, ISBN 978-3-939843-00-9.
- 1200 Jahre Barmen. Die Stadtgeschichte. Edition Köndgen, Wuppertal 2009, ISBN 978-3-939843-10-8.